# Anja Riesel
Anja Riesel (* 1981 in Berlin) ist eine deutsche Psychologin und Hochschullehrerin.

## Leben
Riesel studierte von 2001 bis 2007 Psychologie an der Humboldt-Universität Berlin. Es folgte eine Ausbildung zur Psychologischen Psychotherapeutin in kognitiver Verhaltenstherapie am Zentrum für Psychotherapie der Humboldt-Universität. 2011 wurde ihr von der Deutschen Gesellschaft für Psychologie der Förderpreis für Klinische Psychologie und Psychotherapie zugesprochen. Riesel promovierte 2013 in Psychologie zum Dr. rer. nat. 2015 erhielt sie die Approbation als Psychologische Psychotherapeutin. Von 2013 bis 2019 war Riesel wissenschaftliche Mitarbeiterin im Fachbereich Klinische Psychologie an der Humboldt-Universität. 2018 erhielt Riesel von der Society for Psychophysiological Research den Award for Distinguished Early Career Contributions to Psychophysiology. 2019 übernahm sie eine Professur für Klinische Psychologie und Psychotherapie mit Schwerpunkt Klinische Neurowissenschaft an der Universität Hamburg.

## Schriften (Auswahl)
- Riesel, A., Endrass, T., Kaufmann, C., & Kathmann, N. (2011). „Overactive error-related brain activity as a candidate endophenotype for obsessive-compulsive disorder: evidence from unaffected first-degree relatives.“ Am J Psychiatry, 168(3), 317-324. doi:10.1176/appi.ajp.2010.10030416.
- Overactive performance monitoring in obsessive-compulsive disorder, Berlin, Humboldt-Univ., Diss., 2012.
- Riesel, A., Weinberg, A., Endrass, T., Kathmann, N., & Hajcak, G. (2012). „Punishment has a lasting impact on error-related brain activity“. Psychophysiology, 49(2), 239-247. doi:10.1111/j.1469-8986.2011.01298.x.
- Endrass, T., & Riesel, A. (2013). „Endophänotypen der Zwangsstörung.“ Zeitschrift für Psychiatrie, Psychologie und Psychotherapie, 61, 155-165. doi:10.1024/1661-4747/a000154.
- Weinberg, A., Riesel, A., & Proudfit, G. H. (2014). „Show me the Money: the impact of actual rewards and losses on the feedback negativity.“ Brain Cogn, 87, 134-139. doi:10.1016/j.bandc.2014.03.015.
- Paul, S., Kathmann, N., & Riesel, A. (2016). „The costs of distraction: The effect of distraction during repeated picture processing on the LPP.“ Biol Psychol, 117, 225-234. doi:10.1016/j.biopsycho.2016.04.002.
- Riesel, A. (2019). „The erring brain: Error-related negativity as an endophenotype for OCD-A review and meta-analysis.“ Psychophysiology, 56(4), e13348. doi:10.1111/psyp.13348.
- Härpfer, K., Carsten, H. P., Spychalski, D., Kathmann, N., & Riesel, A. (2020). „Were we erring? The impact of worry and arousal on error-related negativity in a non-clinical sample.“ Psychophysiology, e13661. doi:10.1111/psyp.13661